# Scopula pertinax
Scopula pertinax là một loài bướm đêm trong họ Geometridae.
Scopula pertinax là một loài bướm đêm thuộc họ Geometridae, thường được gọi là họ Bướm đo đất. Loài này được ghi nhận phân bố chủ yếu ở Nam Phi. Họ Geometridae nổi tiếng với các loài bướm đêm có hình dạng và màu sắc đa dạng, thường có đôi cánh rộng và cơ thể mảnh, cùng với tập tính di chuyển đặc trưng của ấu trùng (sâu đo) – di chuyển bằng cách uốn cong cơ thể thành hình vòng.